# St.-Anna-Kirche (Berlin)

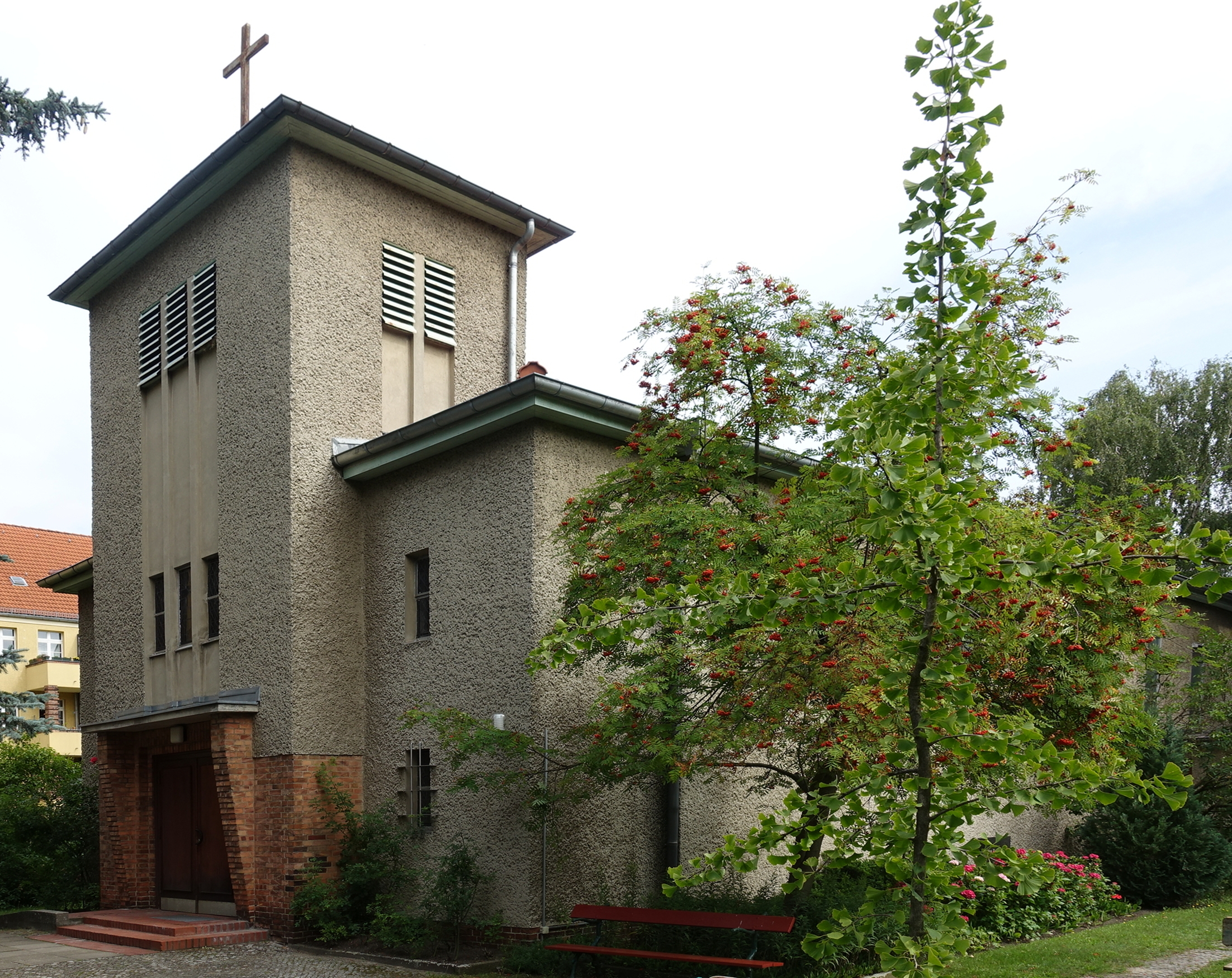
Berlin-Baumschulenweg, St. Anna

St. Anna ist eine katholische Kirche in der Frauenlobstraße 7 von Berlin-Baumschulenweg. Sie entstand 1929/30 nach einem Entwurf des Bauunternehmers Bernhard Wübben.

## Geschichte
Die katholische Kirchengemeinde St. Anna entstand aus dem katholischen Arbeiterverein St. Josef, der 1903 gegründet wurde. Im Gemeindegebiet befanden sich viele Kleingärten. Vor allem am Wochenende wollte man Gottesdienste anbieten.
Der erste Gottesdienst der Gemeinde wurde am 6. Oktober 1912 in der Aula eines Lyzeums gefeiert. Am 16. Februar 1927 wurde das Grundstück in der Frauenlobstraße gekauft, am 3. November 1929 erfolgte die Grundsteinlegung und am 21. April 1930 die Einweihung der Kirche durch Bischof Christian Schreiber.
Die Errichtung der Berliner Mauer vom 13. August 1961 teilte die Gemeinde St. Anna. Der Teil des Gemeindegebietes, der im Westteil der Stadt lag, wurde von St. Richard verwaltet. Nachdem die Zahl der Gemeindemitglieder stark zurückgegangen war, beschloss die Gemeinde St. Anna 1992 ihre Auflösung. Am 1. September 1994 wurde sie der Gemeinde von St. Richard angegliedert. In der Kirche St. Anna werden aber weiterhin regelmäßig Gottesdienste gefeiert. Jetzt benutzt auch die protestantische Gemeinde „International Mission Church Berlin“ die St.-Anna-Kirche für Versammlungen und Gottesdienste.

## Baubeschreibung

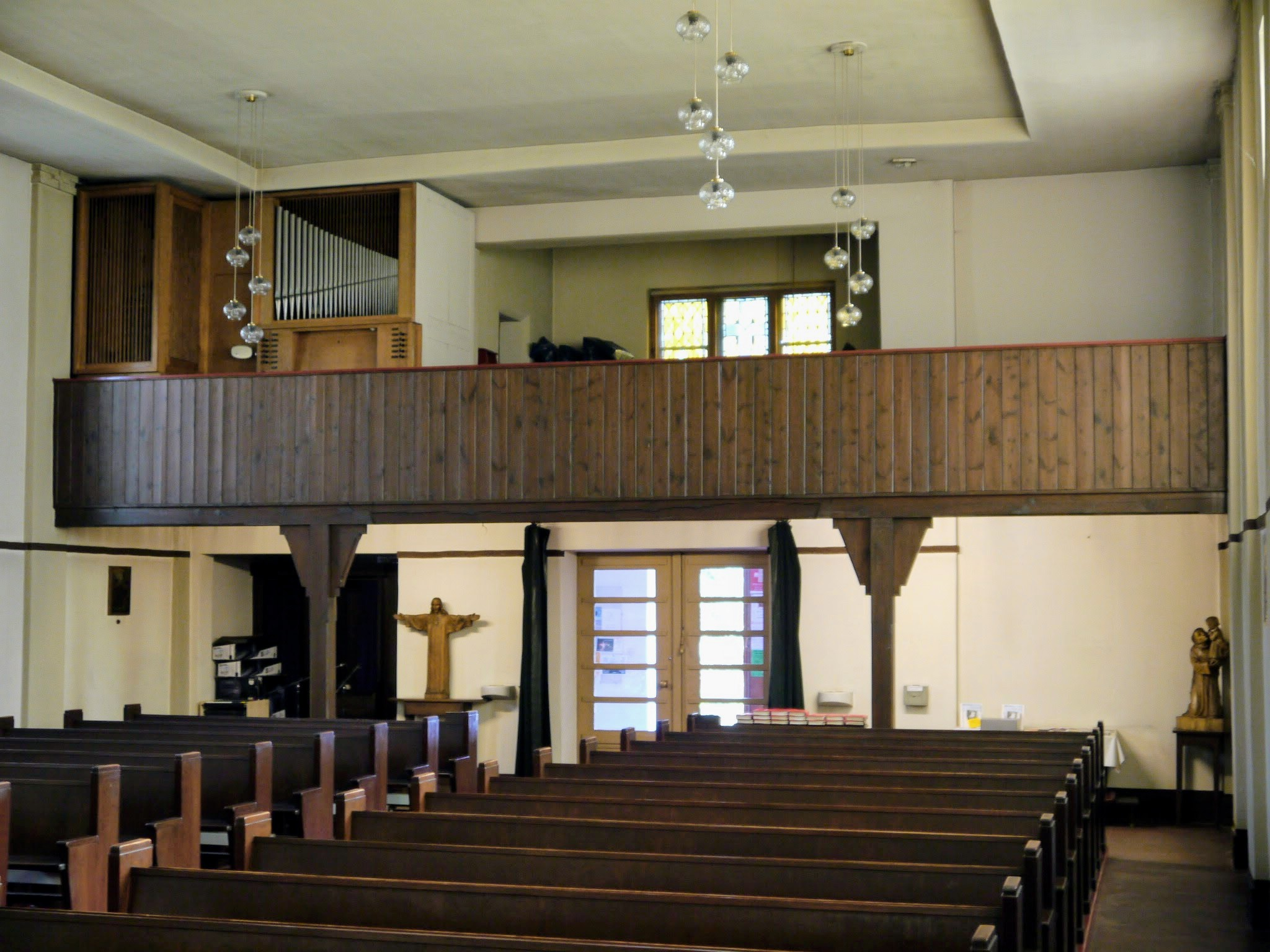
Innenraum, Blick zur Orgel (2014)

Die kleine längsrechteckige Notkirche ist ein verputzter Mauerwerksbau, dem an der Seite des Portals ein niedriger kubischer Turm vorgestellt ist. Das Kirchenschiff ist mit einem flachen Satteldach bedeckt, das zum Turm hin abgewalmt ist. Zwei Seitenaltäre flankieren den in der Apsis stehenden Hauptaltar. Das Fenster im Scheitel der Apsis dient gleichzeitig als Altarbild. Es stellt die Heilige Anna dar. Der Altarraum wurde 1962 bis 1968 umgestaltet. Er erhielt eine Christusdarstellung von Georg Nawroth und Evangelistensymbole von Bittner. Die Orgel wurde 1972 vom VEB Jehmlich Orgelbau Dresden gebaut.  13 Register verteilen sich auf zwei Manuale und Pedal. Seit 1987 befindet sich in der Kirche eine spätgotische Figurengruppe der Anna selbdritt.